# Conus dujardini
Espèce
Synonymes
- Conilithes exaltatus (Eichwald, 1830) (préféré par BioLib)[1]
- Conus (Conospira) antideluvianus var. buiturica Moisescu, 1955[1]
- Conus dujardini Deshayes, 1845[1]
- Conus exaltatus Eichwald, 1830[1]
- Conus subacutangulus d'Orbigny, 1852[1]

Conus dujardini est une espèce fossile de gastéropodes marins de la famille des Conidae. Cette espèce a vécu depuis l'Oligocène supérieur jusqu'à la fin du Miocène il y a environ entre 28 et 5 Ma (millions d'années). Ces fossiles se retrouvent, entre autres en Algérie et en Roumanie,.

## Systématique
Pour le WoRMS ce taxon est invalide et lui préfère celui de Conilithes exaltatus (Eichwald, 1830).